# Клеопатра Теа
Вижте пояснителната страница за други личности с името Клеопатра.
Клеопатра Теа (Kleopatra Thea, Euergetis, * 165 пр.н.е., † 121 пр.н.е.) е най-възрастната дъщеря на египетския фараон Птолемей VI и неговата сестра-съпруга Клеопатра II от династията на Птолемеите. Тя управлява Селевкидската империя от 125 пр.н.е. до смъртта си 121 пр.н.е.
Клеопатра Теа се омъжва 150 пр.н.е. първо за узурпатора Александър I Балас. Нейният баща я придружава за сватдбата в Птолемая. Тя му ражда Антиох VI Дионисий.
След четири години баща ѝ я взема обратно и я омъжва за Селевкида Деметрий II Никатор и му ражда Селевк V Филометор, Антиох VIII Грюпос и вероятно дъщеря Лаодика.
След като Клеопатра Теа разбира за женитбата на нейния пленен съпруг с Родогуна, дъщерята на партския цар Митридат I, тя предлага брак на неговия брат Антиох VII Сидет (ок. 138/137 пр.н.е.) и той се съгласява. С него има син Антиох IX Кизикен и още 4 деца, между тях Антиох, Селевк и една или две дъщери с името Лаодика.
През 126/125 пр.н.е. Клеопатра Теа нарежда убийството на Деметрий II Никатор.
През 125 пр.н.е тя убива син си Селевк V и управлява с другия си син Антиох VIII.
Клеопатра Теа е отровена през 121 пр.н.е. от нейния син Антиох VIII, когото е искала да отрови.